# Virgin Islands Track & Field Federation
Die Virgin Islands Track and Field Federation (VITFF) ist der Leichtathletikverband der Amerikanischen Jungferninseln.

## Geschichte
Sie wurde 1963 gegründet und hat ihren Sitz in Christiansted; derzeitiger Präsident ist Ronald Russell.

## Aufgaben
Die VITFF vertritt die Amerikanischen Jungferninseln im Kontinentalverband NACAC, im Weltdachverband World Athletics und die Leichtathletik im nationalen Virgin Islands Olympic Committee.